# (163693) Atira
 (163693) Atira ist der erstentdeckte Asteroid, dessen Bahn vollständig innerhalb der Erdbahn liegt. Zusammen mit (434326) 2004 JG6, der eine noch engere Umlaufbahn hat, und elf weiteren Asteroiden bildet er eine als Atira-Typ bezeichnete Untergruppe der Aten-Asteroiden.
Dies ist der erste Asteroid aus der Gruppe, der einen offiziellen Namen bekommen hat. Atira ist nach der Pawnee-Mythologie die Göttin der Erde und des Abendsterns.